# Greengnome
GreenGnome — вільне середовище робочого столу для операційних систем Microsoft Windows, аналогічне робочому столу GNOME для Linux, але працює на Windows як заміна стандартної оболонки Windows Explorer. GreenGnome має незалежний менеджер вікон і ряд застосунків.

## Розробка
Оболонка GreenGnome написана на Lazarus та FreePascal компіляторах. Деякі частини написані на CodeGear IDE.